# Luca Ivanković
Luca Ivanković (Spalato, 26 settembre 1987) è una cestista croata.
Alta 198 cm, gioca come centro.

## Carriera
Con la Croazia ha disputato i Giochi olimpici di Londra 2012 e quattro edizioni dei Campionati europei (2007, 2011, 2013, 2015).